# Euphylidorea paeneadusta
Euphylidorea paeneadusta är en tvåvingeart som först beskrevs av Alexander 1961.  Euphylidorea paeneadusta ingår i släktet Euphylidorea och familjen småharkrankar. Inga underarter finns listade i Catalogue of Life.